# 인텔 8086
8086(iAPX 86)은 인텔사에서 1978년에 제작한 개인용 컴퓨터를 위한 16비트 마이크로프로세서이다. x86-16(IA-16) 아키텍처를 적용한 첫 제품이다.
클럭 속도는 제품에 따라 4.77MHz에서 10MHz까지 다양하다. 메모리 영역이 1MB까지로 제한되어 바이오스에서 사용하는 영역인 384KB를 제외한 640KB만을 실제로 사용할 수 있었다. 또한 부동소수점 계산기능이 없어 보조프로세서인 8087을 장착해야만 부동소수점 계산이 가능했다.
8086과 거의 동일하지만 비용 절감을 위해 외부 버스가 8비트로 제한된 마이크로프로세서인 8088은 IBM PC XT(eXtra Technology)와 그 호환기종에 적용되어 널리 사용되었다.

## 역사
8086 프로젝트는 1976년 5월에 시작되었고 원래는 지연된 iAPX 432 프로젝트의 일시적인 대안으로 계획되었다.

## 칩 버전
|  |  |

| 모델 번호 | 주파수 | 기술    | 온도 범위        | 출시일         | 가격 (미국 달러) |
| --------- | ------ | ------- | ---------------- | -------------- | ---------------- |
| 8086      | 5 MHz  | HMOS    | 0 °C to 70 °C    | 1978년 6월 8일 | 86.65            |
| 8086-1    |        |         |                  |                |                  |
| 8086-2    | 8 MHz  | HMOS II | 상업용           | 1980년 5/6월   | 200              |
| I8086     |        |         | −40 °C to +85 °C | 1980년 5/6월   | 173.25           |

1. ^  × 100

## 지원 칩
- 인텔 8237: 직접 메모리 접근(DMA) 컨트롤러
- 인텔 8251: 유니버설 동기/비동기 송수신기 (19.2 kbit/초)
- 인텔 8253: 프로그래밍 가능 인터벌 타이머. 3x 16-bit 최대 10 MHz
- 인텔 8255: 프로그래밍 가능 주변기기 인터페이스, 3x 8-bit 입출력 핀 (프린터 연결 등에 사용).
- 인텔 8259: 프로그래머블 인터럽트 컨트롤러
- 인텔 8279: 키보드/디스플레이 컨트롤러
- 인텔 8282/8283: 8비트 래치
- 인텔 8284: 클럭 생성기
- 인텔 8286/8287: 양방향 8비트 드라이버.
- 인텔 8288: 버스 컨트롤러(bus controller)
- 인텔 8289: 버스 아비터(bus arbiter)
- NEC µPD765 또는 인텔 8272A: 플로피 컨트롤러[7]

## 같이 보기
- x86